# 就是它嗎？
《就是它嗎？》（英語：Is This It）是美国摇滚乐队鼓擊樂團的首张录音室专辑，于2001年7月30日由RCA唱片在澳大利亚发行。专辑录制地点为纽约市运输者录音室（Transporterraum），制作人为戈登·拉斐尔。它以第2名的名次进入英國專輯排行榜，在美国公告牌二百强专辑榜上最高达到第33位，在数个市场获得白金认证。专辑共有、和三首歌曲以单曲形式发行。